# Christoph Heyder

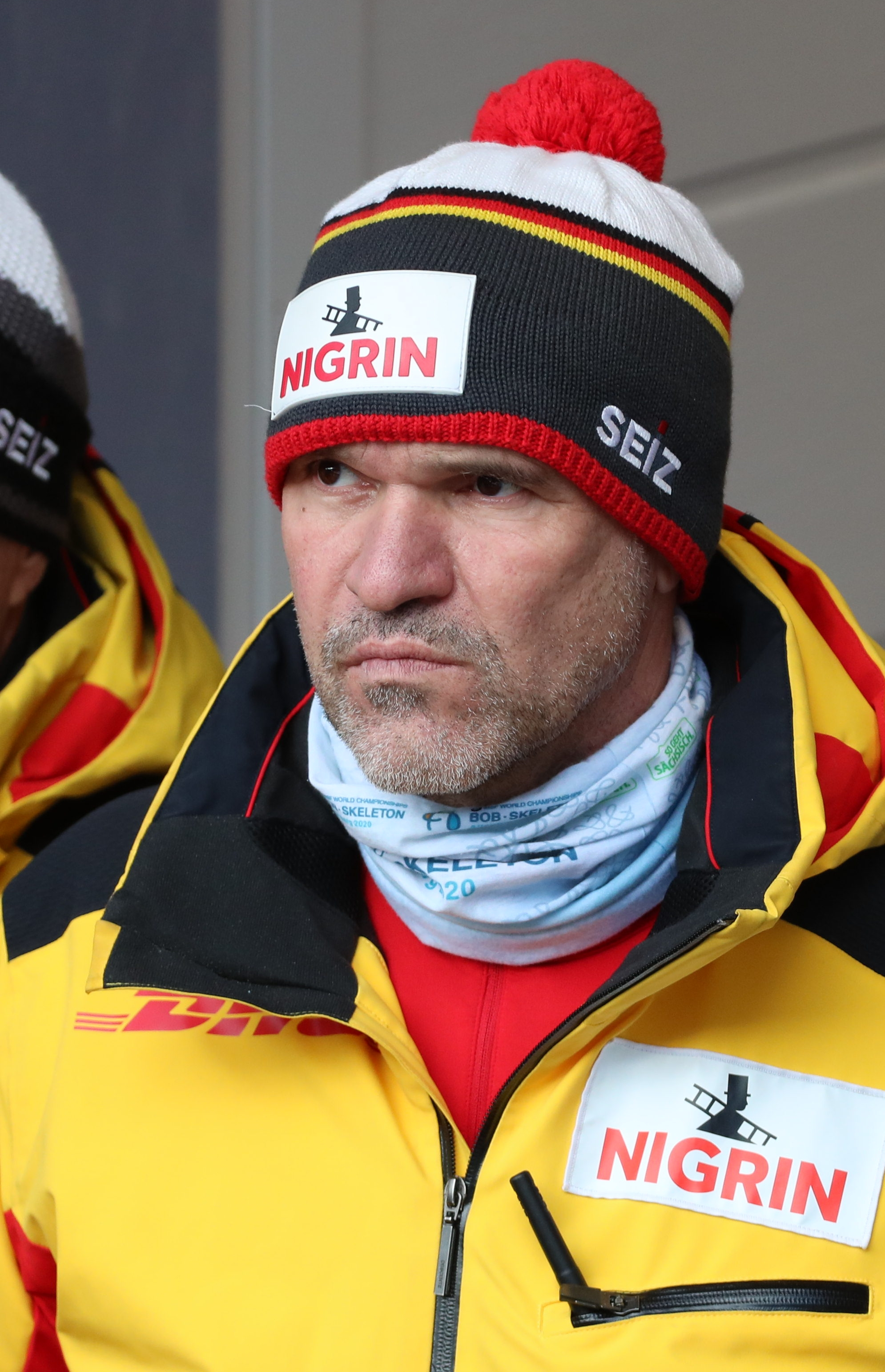
Christoph Heyder, 2020

Christoph Heyder (* 3. Juni 1974 in Suhl) ist ein deutscher Bobfahrer.
Christoph Heyder ist Sportsoldat und betreibt Bobsport seit 1993. Vor seiner Bobkarriere war der Oberfeldwebel der Bundeswehr Speerwerfer. Der Erfurter startet für den BRC Riesa. Als er 13 war, kam Heyder nach Jena an die KJS. Erst 1999 schaffte er den Sprung in den Nationalkader im Bobsport, den er seit seinem Wehrdienst ausübte. 2000 verletzte er sich schwer und musste zwei Jahre lang mit dem Sport aussetzen. Zunächst trat Heyder mit dem Bob von Christoph Langen an, nach dessen Karriere fuhr er mit René Spies und inzwischen mit Thomas Florschütz.
Bei den Juniorenweltmeisterschaften 1995 gewann Heyder Silber im Vierer, ebenso 1996 in beiden Bobs. 1997 gewann er beide Titel bei der Junioren-WM, 1998 im Vierer. Größter sportlicher Erfolg war die Teilnahme an den Olympischen Spielen 2006 von Turin. Hier belegte er mit Spies im Viererbob den fünften Platz. Bei den Weltmeisterschaften 2004 gewann er Silber, bei der Europa-Meisterschaft im selben Jahr sogar die Goldmedaille. Hinzu kommen fünfte EM-Plätze 1999 und 2006. Deutsche Meistertitel gewann er 2003 im Zweierbob sowie 2004, 2006 und 2007 im Vierer. Vizemeister im Zweier war er 2006.